# Convocazioni per il campionato europeo maschile under 21 di calcio 2006
Elenco dei giocatori convocati al Campionato europeo di calcio Under-21 2006 da ciascuna Nazionale partecipante.

## Gruppo A

### Francia
Commissario tecnico:  René Girard
| N. | Pos. | Giocatore               | Data nascita (età)          | Pres. | Squadra             |
| -- | ---- | ----------------------- | --------------------------- | ----- | ------------------- |
| 1  | P    | Jérémy Gavanon          | 20 settembre 1983 (22 anni) |       | Ol. Marsiglia       |
| 2  | C    | Lucien Aubey            | 24 maggio 1984 (21 anni)    |       | Tolosa              |
| 3  | D    | Jean-Michel Badiane     | 9 maggio 1983 (23 anni)     |       | Paris Saint-Germain |
| 4  | D    | Jérémy Berthod          | 24 aprile 1984 (22 anni)    |       | Ol. Lione           |
| 5  | D    | Grégory Bourillon       | 1º luglio 1984 (21 anni)    |       | Rennes              |
| 6  | D    | François Clerc          | 18 aprile 1983 (23 anni)    |       | Ol. Lione           |
| 7  | C    | Olivier Veigneau        | 16 luglio 1985 (20 anni)    |       | Monaco              |
| 8  | C    | Jacques Faty            | 25 febbraio 1984 (22 anni)  |       | Rennes              |
| 9  | C    | Bacary Sagna            | 14 febbraio 1983 (23 anni)  |       | Auxerre             |
| 10 | D    | Lassana Diarra          | 10 marzo 1985 (21 anni)     |       | Chelsea             |
| 11 | A    | Julien Faubert          | 1º agosto 1983 (22 anni)    |       | Bordeaux            |
| 12 | P    | Steve Mandanda          | 28 marzo 1985 (21 anni)     |       | Le Havre            |
| 13 | A    | Yoann Gourcuff          | 11 luglio 1986 (19 anni)    |       | Rennes              |
| 14 | C    | Rio Antonio Mavuba      | 8 marzo 1984 (22 anni)      |       | Bordeaux            |
| 15 | D    | Jérémy Toulalan         | 10 settembre 1983 (22 anni) |       | Nantes              |
| 16 | C    | Mathieu Flamini         | 7 marzo 1984 (22 anni)      |       | Arsenal             |
| 17 | C    | Bryan Bergougnoux       | 12 gennaio 1983 (23 anni)   |       | Tolosa              |
| 18 | A    | Jimmy Briand            | 2 agosto 1985 (20 anni)     |       | Rennes              |
| 19 | D    | Yoan Gouffran           | 25 maggio 1986 (19 anni)    |       | Caen                |
| 20 | C    | Anthony Le Tallec       | 3 ottobre 1984 (21 anni)    |       | Liverpool           |
| 21 | A    | Florent Sinama-Pongolle | 20 ottobre 1984 (21 anni)   |       | Liverpool           |
| 22 | P    | Simon Pouplin           | 28 maggio 1985 (20 anni)    |       | Rennes              |

### Germania
Commissario tecnico:  Dieter Eilts
| N. | Pos. | Giocatore          | Data nascita (età)          | Pres. | Squadra                  |
| -- | ---- | ------------------ | --------------------------- | ----- | ------------------------ |
| 1  | P    | Michael Rensing    | 14 maggio 1984 (22 anni)    |       | Bayern Monaco            |
| 2  | D    | Moritz Volz        | 21 gennaio 1983 (23 anni)   |       | Fulham                   |
| 3  | D    | Malik Fathi        | 29 ottobre 1983 (22 anni)   |       | Hertha Berlino           |
| 4  | D    | Marvin Matip       | 25 settembre 1985 (20 anni) |       | Colonia                  |
| 5  | D    | Markus Brzenska    | 25 maggio 1984 (21 anni)    |       | Borussia Dortmund        |
| 6  | D    | Christian Schulz   | 1º aprile 1983 (23 anni)    |       | Werder Brema             |
| 7  | A    | Ioannis Masmanidis | 9 marzo 1983 (23 anni)      |       | Arminia Bielefeld        |
| 8  | C    | Matthias Lehmann   | 28 maggio 1983 (22 anni)    |       | Monaco 1860              |
| 9  | A    | Stefan Kießling    | 25 gennaio 1984 (22 anni)   |       | Norimberga               |
| 10 | A    | Christian Eigler   | 1º gennaio 1984 (22 anni)   |       | Greuther Fürth           |
| 11 | A    | Nando Rafael       | 10 gennaio 1984 (22 anni)   |       | Borussia Mönchengladbach |
| 12 | P    | Patrick Platins    | 19 aprile 1983 (23 anni)    |       | Wolfsburg                |
| 13 | A    | Patrick Helmes     | 1º marzo 1984 (22 anni)     |       | Colonia                  |
| 14 | C    | Gonzalo Castro     | 1º giugno 1987 (18 anni)    |       | Bayer Leverkusen         |
| 15 | C    | Alexander Meier    | 17 gennaio 1983 (23 anni)   |       | Eintracht Francoforte    |
| 16 | C    | Roberto Hilbert    | 16 ottobre 1984 (21 anni)   |       | Greuther Fürth           |
| 17 | D    | Patrick Ochs       | 14 maggio 1984 (22 anni)    |       | Eintracht Francoforte    |
| 18 | C    | Peter Niemeyer     | 22 novembre 1983 (22 anni)  |       | Twente                   |
| 19 | C    | Eugen Polanski     | 17 marzo 1986 (20 anni)     |       | Borussia Mönchengladbach |
| 20 | D    | Lukas Sinkiewicz   | 9 ottobre 1985 (20 anni)    |       | Colonia                  |
| 21 | P    | Florian Fromlowitz | 2 luglio 1986 (19 anni)     |       | Kaiserslautern           |
| 22 | C    | Sascha Riether     | 23 marzo 1983 (23 anni)     |       | Friburgo                 |

### Portogallo
Commissario tecnico:  Agostinho Oliveira
| N. | Pos. | Giocatore                 | Data nascita (età)          | Pres. | Squadra              |
| -- | ---- | ------------------------- | --------------------------- | ----- | -------------------- |
| 1  | P    | Bruno Vale                | 8 aprile 1983 (23 anni)     |       | Porto                |
| 2  | D    | Nélson                    | 10 giugno 1983 (22 anni)    |       | Benfica              |
| 3  | C    | Raul Meireles             | 17 marzo 1983 (23 anni)     |       | Porto                |
| 4  | D    | José Vitor Moreira Semedo | 11 gennaio 1985 (21 anni)   |       | Sporting Lisbona     |
| 5  | D    | Pedro Ribeiro             | 25 gennaio 1983 (23 anni)   |       | Porto                |
| 6  | D    | Zé Castro                 | 13 gennaio 1983 (23 anni)   |       | Académica de Coimbra |
| 7  | A    | Ricardo Quaresma          | 26 settembre 1983 (22 anni) |       | Porto                |
| 8  | C    | Manuel Fernandes          | 5 febbraio 1986 (20 anni)   |       | Benfica              |
| 9  | A    | Hugo Almeida              | 23 maggio 1984 (22 anni)    |       | Porto                |
| 10 | C    | João Moutinho             | 8 settembre 1986 (19 anni)  |       | Sporting Lisbona     |
| 11 | C    | Diogo Valente             | 23 settembre 1984 (21 anni) |       | Boavista             |
| 12 | P    | Paulo Ribeiro             | 6 marzo 1984 (22 anni)      |       | Porto                |
| 13 | D    | Rolando                   | 31 agosto 1985 (20 anni)    |       | Belenenses           |
| 14 | C    | Custódio                  | 24 maggio 1983 (22 anni)    |       | Sporting Lisbona     |
| 15 | D    | Nuno Morais               | 29 gennaio 1984 (22 anni)   |       | Chelsea              |
| 16 | C    | Bruno Amaro               | 17 febbraio 1983 (23 anni)  |       | Penafiel             |
| 17 | A    | Silvestre Varela          | 2 febbraio 1985 (21 anni)   |       | Sporting Lisbona     |
| 18 | C    | Nani                      | 17 novembre 1986 (19 anni)  |       | Sporting Lisbona     |
| 19 | A    | Ricardo Vaz Tê            | 1º ottobre 1986 (19 anni)   |       | Bolton Wanderers     |
| 20 | A    | Lourenço                  | 5 giugno 1983 (22 anni)     |       | Sporting Lisbona     |
| 21 | A    | Filipe Oliveira           | 27 maggio 1984 (21 anni)    |       | Marítimo             |
| 22 | P    | Daniel Fernandes          | 25 settembre 1983 (22 anni) |       | PAOK                 |

### Serbia e Montenegro
Commissario tecnico:  Dragomir Okuka
| N. | Pos. | Giocatore            | Data nascita (età)          | Pres. | Squadra             |
| -- | ---- | -------------------- | --------------------------- | ----- | ------------------- |
| 1  | P    | Vladimir Stojković   | 28 luglio 1983 (22 anni)    |       | Stella Rossa        |
| 2  | D    | Branislav Ivanović   | 22 febbraio 1984 (22 anni)  |       | Lokomotiv Mosca     |
| 3  | D    | Duško Tošić          | 19 gennaio 1985 (21 anni)   |       | Sochaux             |
| 4  | C    | Nemanja Rnić         | 30 settembre 1984 (21 anni) |       | Partizan            |
| 5  | D    | Milan Stepanov       | 2 aprile 1983 (23 anni)     |       | Trabzonspor         |
| 6  | D    | Milan Biševac        | 31 agosto 1983 (22 anni)    |       | Stella Rossa        |
| 7  | C    | Nenad Milijaš        | 30 aprile 1983 (23 anni)    |       | Stella Rossa        |
| 8  | A    | Boško Janković       | 1º marzo 1984 (22 anni)     |       | Stella Rossa        |
| 9  | A    | Mirko Vučinić        | 1º ottobre 1983 (22 anni)   |       | Lecce               |
| 10 | C    | Simon Vukčević       | 29 gennaio 1986 (20 anni)   |       | Saturn Ramenskoe    |
| 11 | C    | Miloš Pavlović       | 27 novembre 1983 (22 anni)  |       | Voždovac            |
| 12 | P    | Aleksandar Jović     | 5 marzo 1986 (20 anni)      |       | Zeta                |
| 13 | D    | Marko Lomić          | 13 settembre 1983 (22 anni) |       | Partizan            |
| 14 | C    | Stefan Babović       | 7 gennaio 1987 (19 anni)    |       | Partizan            |
| 15 | C    | Dejan Milovanović    | 21 gennaio 1984 (22 anni)   |       | Stella Rossa        |
| 16 | A    | Đorđe Rakić          | 31 ottobre 1985 (20 anni)   |       | OFK Belgrado        |
| 17 | C    | Miloš Krasić         | 1º novembre 1984 (21 anni)  |       | CSKA Mosca          |
| 18 | D    | Dušan Basta          | 18 agosto 1984 (21 anni)    |       | Stella Rossa        |
| 19 | C    | Ivan Todorović       | 29 luglio 1983 (22 anni)    |       | Zeta                |
| 20 | A    | Milan Purović        | 7 maggio 1985 (21 anni)     |       | Stella Rossa        |
| 21 | A    | Igor Burzanović      | 25 agosto 1985 (20 anni)    |       | Budućnost Podgorica |
| 22 | P    | Miroslav Vujadinović | 22 aprile 1983 (23 anni)    |       | Budućnost Podgorica |

## Gruppo B

### Danimarca
Commissario tecnico:  Flemming Serritslev
| N. | Pos. | Giocatore             | Data nascita (età)          | Pres. | Reti | Squadra        |
| -- | ---- | --------------------- | --------------------------- | ----- | ---- | -------------- |
| 1  | P    | Kevin Stuhr Ellegaard | 23 maggio 1983 (23 anni)    | 17    | 0    | Hertha Berlino |
| 2  | D    | Michael Jakobsen      | 2 gennaio 1986 (20 anni)    | 10    | 0    | Aalborg        |
| 3  | D    | Leon Andreasen        | 23 aprile 1983 (23 anni)    | 20    | 5    | Werder Brema   |
| 4  | D    | Daniel Agger          | 12 dicembre 1984 (21 anni)  | 7     | 3    | Liverpool      |
| 5  | D    | Martin Pedersen       | 9 ottobre 1983 (22 anni)    | 27    | 0    | Aalborg        |
| 6  | C    | Rasmus Würtz          | 18 settembre 1983 (22 anni) | 26    | 0    | Aalborg        |
| 7  | C    | Martin Bergvold       | 20 febbraio 1984 (22 anni)  | 11    | 2    | Copenhagen     |
| 8  | C    | Jacob Sørensen        | 12 febbraio 1983 (23 anni)  | 16    | 2    | Aalborg        |
| 9  | A    | Jonas Kamper          | 3 maggio 1983 (23 anni)     | 36    | 3    | Brøndby        |
| 10 | C    | Thomas Kahlenberg     | 20 marzo 1983 (23 anni)     | 23    | 7    | Auxerre        |
| 11 | A    | Morten Rasmussen      | 31 gennaio 1985 (21 anni)   | 17    | 8    | Brøndby        |
| 12 | D    | Jakob Poulsen         | 7 luglio 1983 (22 anni)     | 16    | 1    | Heerenveen     |
| 13 | C    | Niki Zimling          | 19 aprile 1985 (21 anni)    | 1     | 0    | Esbjerg        |
| 14 | D    | Henrik Kildentoft     | 18 marzo 1985 (21 anni)     | 7     | 0    | Brøndby        |
| 15 | D    | Frank Hansen          | 23 febbraio 1983 (23 anni)  | 9     | 0    | Esbjerg        |
| 16 | P    | Theis F. Rasmussen    | 12 luglio 1984 (21 anni)    | 3     | 0    | Vejle          |
| 17 | D    | Jonas Troest          | 4 marzo 1985 (21 anni)      | 19    | 0    | Hannover 96    |
| 18 | C    | Mikkel Thygesen       | 22 ottobre 1984 (21 anni)   | 8     | 1    | Midtjylland    |
| 19 | A    | Johan Absalonsen      | 16 settembre 1985 (20 anni) | 7     | 1    | Brøndby        |
| 20 | A    | Simon Busk Poulsen    | 7 ottobre 1984 (21 anni)    | 7     | 0    | Midtjylland    |
| 21 | A    | Nicklas Bendtner      | 16 gennaio 1988 (18 anni)   | 1     | 2    | Arsenal        |
| 22 | P    | Jesper Hansen         | 31 marzo 1985 (21 anni)     | 0     | 0    | Nordsjælland   |

### Italia
Commissario tecnico:  Claudio Gentile
| N. | Pos. | Giocatore          | Data nascita (età)         | Pres. | Squadra       |
| -- | ---- | ------------------ | -------------------------- | ----- | ------------- |
| 1  | P    | Federico Agliardi  | 11 febbraio 1983 (23 anni) |       | Brescia       |
| 2  | D    | Alessandro Potenza | 8 marzo 1984 (22 anni)     |       | Real Mallorca |
| 3  | D    | Cesare Bovo        | 14 gennaio 1983 (23 anni)  |       | Roma          |
| 4  | C    | Marco Donadel      | 21 aprile 1983 (23 anni)   |       | Fiorentina    |
| 5  | D    | Andrea Mantovani   | 22 giugno 1984 (21 anni)   |       | Chievo        |
| 6  | D    | Giorgio Chiellini  | 14 agosto 1984 (21 anni)   |       | Juventus      |
| 7  | C    | Simone Pepe        | 30 agosto 1983 (22 anni)   |       | Udinese       |
| 8  | D    | Michele Canini     | 5 giugno 1985 (20 anni)    |       | Cagliari      |
| 9  | A    | Rolando Bianchi    | 15 febbraio 1983 (23 anni) |       | Reggina       |
| 10 | C    | Davide Biondini    | 24 gennaio 1983 (23 anni)  |       | Reggina       |
| 11 | A    | Gianpaolo Pazzini  | 2 agosto 1984 (21 anni)    |       | Fiorentina    |
| 12 | P    | Antonio Mirante    | 8 luglio 1983 (22 anni)    |       | Siena         |
| 13 | D    | Andrea Coda        | 25 aprile 1985 (21 anni)   |       | Empoli        |
| 14 | C    | Marino Defendi     | 19 agosto 1985 (20 anni)   |       | Atalanta      |
| 15 | D    | Giuseppe Scurto    | 5 gennaio 1984 (22 anni)   |       | Chievo        |
| 16 | D    | Damiano Ferronetti | 1º novembre 1984 (21 anni) |       | Parma         |
| 17 | C    | Pasquale Foggia    | 3 giugno 1983 (22 anni)    |       | Ascoli        |
| 18 | C    | Riccardo Montolivo | 18 gennaio 1985 (21 anni)  |       | Fiorentina    |
| 19 | A    | Raffaele Palladino | 17 aprile 1984 (22 anni)   |       | Livorno       |
| 20 | C    | Alessandro Rosina  | 31 gennaio 1984 (22 anni)  |       | Torino        |
| 21 | C    | Paolo Sammarco     | 17 marzo 1983 (23 anni)    |       | Chievo        |
| 22 | P    | Gianluca Curci     | 12 luglio 1985 (20 anni)   |       | Roma          |

### Paesi Bassi
Commissario tecnico:  Foppe de Haan
| N. | Pos. | Giocatore           | Data nascita (età)          | Pres. | Squadra    |
| -- | ---- | ------------------- | --------------------------- | ----- | ---------- |
| 1  | P    | Kenneth Vermeer     | 10 gennaio 1986 (20 anni)   |       | Ajax       |
| 2  | D    | Paul Verhaegh       | 1º settembre 1983 (22 anni) |       | Vitesse    |
| 3  | D    | Gijs Luirink        | 12 settembre 1983 (22 anni) |       | Groningen  |
| 4  | D    | Ramon Zomer         | 13 aprile 1983 (23 anni)    |       | Twente     |
| 5  | D    | Urby Emanuelson     | 16 giugno 1986 (19 anni)    |       | Ajax       |
| 6  | C    | Stijn Schaars       | 11 gennaio 1984 (22 anni)   |       | AZ Alkmaar |
| 7  | A    | Romeo Castelen      | 3 maggio 1983 (23 anni)     |       | Feyenoord  |
| 8  | C    | Nicky Hofs          | 17 maggio 1983 (23 anni)    |       | Feyenoord  |
| 9  | A    | Klaas Jan Huntelaar | 12 agosto 1983 (22 anni)    |       | Ajax       |
| 10 | C    | Ismaïl Aissati      | 16 agosto 1988 (17 anni)    |       | PSV        |
| 11 | A    | Daniël de Ridder    | 6 marzo 1984 (22 anni)      |       | Celta Vigo |
| 12 | C    | Haris Medunjanin    | 8 marzo 1985 (21 anni)      |       | AZ Alkmaar |
| 13 | A    | Patrick Gerritsen   | 13 marzo 1987 (19 anni)     |       | Twente     |
| 14 | A    | Collins John        | 17 ottobre 1985 (20 anni)   |       | Fulham     |
| 15 | A    | Fred Benson         | 10 aprile 1984 (22 anni)    |       | Vitesse    |
| 16 | D    | Dwight Tiendalli    | 21 ottobre 1985 (20 anni)   |       | Utrecht    |
| 17 | D    | Ron Vlaar           | 16 febbraio 1985 (21 anni)  |       | Feyenoord  |
| 18 | D    | Arnold Kruiswijk    | 2 novembre 1984 (21 anni)   |       | Groningen  |
| 19 | D    | Edson Braafheid     | 8 aprile 1983 (23 anni)     |       | Utrecht    |
| 20 | C    | Demy de Zeeuw       | 26 maggio 1983 (22 anni)    |       | AZ Alkmaar |
| 21 | P    | Michel Vorm         | 20 ottobre 1983 (22 anni)   |       | Utrecht    |
| 22 | P    | Remko Pasveer       | 8 novembre 1983 (22 anni)   |       | Twente     |

### Ucraina
Commissario tecnico:  Oleksij Mychajlyčenko
| N. | Pos. | Giocatore          | Data nascita (età)         | Pres. | Squadra              |
| -- | ---- | ------------------ | -------------------------- | ----- | -------------------- |
| 1  | P    | Andrij Pjatov      | 28 giugno 1984 (21 anni)   |       | Vorskla Poltava      |
| 2  | D    | Oleksandr Romančuk | 21 ottobre 1984 (21 anni)  |       | Dinamo Kiev          |
| 3  | D    | Mykola Iščenko     | 9 marzo 1983 (23 anni)     |       | Karpaty L'viv        |
| 4  | D    | Dmytro Nevmyvaka   | 19 marzo 1984 (22 anni)    |       | Metalurh Zaporižžja  |
| 5  | D    | Oleksandr Jacenko  | 24 febbraio 1985 (21 anni) |       | Dinamo Kiev          |
| 6  | D    | Dmytro Čyhryns'kyj | 7 novembre 1986 (19 anni)  |       | Šachtar              |
| 7  | A    | Maksym Feščuk      | 25 novembre 1985 (20 anni) |       | Karpaty L'viv        |
| 8  | A    | Oleksandr Alijev   | 3 febbraio 1985 (21 anni)  |       | Dinamo Kiev          |
| 9  | C    | Adrian Pukanyč     | 22 giugno 1983 (22 anni)   |       | Šachtar              |
| 10 | A    | Arcëm Mileŭski     | 12 gennaio 1985 (21 anni)  |       | Dinamo Kiev          |
| 11 | A    | Ruslan Fomin       | 2 marzo 1986 (20 anni)     |       | Šachtar              |
| 12 | P    | Oleksandr Rybka    | 10 aprile 1987 (19 anni)   |       | Dinamo Kiev          |
| 13 | C    | Serhij Pilipčuk    | 26 novembre 1984 (21 anni) |       | Spartak Nal'čik      |
| 14 | C    | Jevhen Čeberjačko  | 19 giugno 1983 (22 anni)   |       | Arsenal Kiev         |
| 15 | D    | Hryhorij Jarmaš    | 4 gennaio 1985 (21 anni)   |       | Dinamo Kiev          |
| 16 | A    | Ivan Kryvošejenko  | 11 maggio 1984 (22 anni)   |       | Illyčivec' Mariupol' |
| 17 | D    | Taras Mychalyk     | 28 ottobre 1983 (22 anni)  |       | Dinamo Kiev          |
| 18 | C    | Oleksij Hodin      | 2 febbraio 1983 (23 anni)  |       | Metalurh Zaporižžja  |
| 19 | C    | Oleksandr Maksymov | 13 febbraio 1985 (21 anni) |       | Kharkiv              |
| 20 | C    | Oleksandr Sytnyk   | 2 gennaio 1985 (21 anni)   |       | Dinamo Kiev          |
| 21 | C    | Andrij Oberemko    | 18 marzo 1984 (22 anni)    |       | Charkiv              |
| 22 | P    | Jevhen Šyrjajev    | 22 febbraio 1984 (22 anni) |       | Čornomorec' Odessa   |